# Łzawnica ogrodowa
Łzawnica ogrodowa, łzawnica łzy Hioba, koiks łzy Hioba, proso jerozolimskie (Coix lacryma-jobi) – gatunek rośliny z rodziny wiechlinowatych. Jest to jednoroczna trawa pochodząca z południowej Azji. Uprawiana jako ozdobna dla dużych ziarniaków, z których wyrabiane są korale i różańce. W środkowoeuropejskich warunkach klimatycznych uprawiana pod szkłem lub w pojemnikach. Dla wydania nasion wymaga długiego i gorącego okresu wegetacyjnego.

## Morfologia i biologia
OwocBiały lub jasnożółty ziarniak pozbawiony łupiny nasiennej jest prawie jajowaty lub podłużnie eliptyczny, długości około 4–8 mm i szerokości około 3–6 mm. Powierzchnia grzbietowa jest okrągława, mlecznobiała i gładka. Powierzchnię brzuszną cechuje głęboka, podłużna bruzda. Jeden koniec jest tępo zaokrąglony, drugi jest stosunkowo płaski i delikatnie ząbkowany z niewyraźnym, jasnobrunatnym znaczkiem.

## Zastosowanie

### Roślina lecznicza
Surowiec zielarskiNasienie łzawnicy ogrodowej (Coicis semen) – wysuszone, dojrzałe ziarniaki pozbawione łupin o zawartości powyżej 0,5% trioleiny.